# Gyraulus taseviensis
Gyraulus taseviensis is een slakkensoort uit de familie van de Planorbidae. De wetenschappelijke naam van de soort is voor het eerst geldig gepubliceerd in 2013 door Glöer & Girod.